# NGC 4824
NGC 4824 је појединачна звезда у сазвежђу Береникина коса која се налази на NGC листи објеката дубоког неба.
Деклинација објекта је + 27° 26' 1" а ректасцензија 12h 56m 36,2s. Привидна величина (магнитуда) објекта NGC 4824 износи 14,7 а фотографска магнитуда 14,6.